# Christian Carl August Gosch
Christian Carl August Gosch, född den 16 november 1832, död den 2 juni 1913, var en dansk zoolog och politisk skriftställare.
Gosch blev 1862 attaché vid danska beskickningen i London. Han gav i Udsigt over Danmarks zoologiske Literatur (4 band, 1870-1878) och i biografin över Jørgen Christian Schiødte (3 band, 1898-1905) en utmärkt framställning av den danska zoologins utveckling.